# 淋巴因子活化杀伤细胞
淋巴因子活化杀伤细胞（英語：lymphokine-activated killer cell，缩写LAK细胞）是指由淋巴因子诱导白细胞产生的对肿瘤细胞有杀伤作用的细胞混合体。如淋巴细胞在带有白细胞介素-2的条件性培养基中发育为可对肿瘤细胞有细胞毒性的效应细胞。